# Luigi Fortis
Luigi Fortis (26 de fevereiro de 1748 – 27 de janeiro de 1829) foi um padre jesuíta italiano, vigésimo superior geral de 1820 a 1829.

## References
- BERETTA, G., De Vita Al. Fortis, Verona, 1833.
- ROSA, E., I Gesuiti, Roma, 1957.